# 井上勝己
井上 勝己（いのうえかつみ、1973年5月24日 - ）は、レコーディング&ミックスエンジニアである。

## 概要
大阪での音楽活動の傍ら、三木楽器CAI Systemでスタジオ施行音響機器の販売をする。digidesgn ProToolsの販売セットアップなどをする。
その後、エンジニアになる。

## Works
- 1998年 ヒロイン! なにわボンバーズ サウンドトラック、主題歌のMixを担当
- 1999年 沖縄のスタジオにてチーフエンジニアを勤め「HY、渡辺ヒロコ、夏川りみ、MONGOL800」などの作品に参加
- 2003年 TuneStudio をスタートさせ、kaede. 上戸彩、福田沙紀、下川みくに、光岡昌美、平野綾などの作品に参加、同チーフエンジニア。
- 2011年 浅田 真央「２０になった氷上の妖精」DVD　（サウンドトラック）
- 2013年 ザ•マスミサイル「グッド•バイ」　（警部補矢部健2主題歌）
- 2015年 クラムボン「triology」Mixを担当
- 2015年 映画 「心が叫びたがってるんだ。」　Rec&Mixを担当
- 2015年 Every Little Thing『映画 Go!プリンセスプリキュア Go!Go!!』主題歌「KIRA KIRA」　Rec&Mixを担当
- 2019年 アニメ「サークレット・プリンセス」劇伴 Mixを担当
- 2019年 アニメ「可愛ければ変態でも好きになってくれますか？」劇伴 Mixを担当
- 2020年 アニメ「魔女の旅々」劇伴 Rec&Mixを担当